# Α-Thalassämie
Alpha-Thalassämie (α-Thalassämie) ist eine Form der Thalassämie, welche die Gene HBA1 und HBA2 mit einbezieht. Alpha-Thalassämie ist auf eine verminderte Produktion von 1,2,3 oder 4 alpha-Globin-Ketten zurückzuführen, was zu einem relativen hohem Überschuss an beta-Globin-Ketten führt. Der Grad der Störung hängt davon ab, welcher klinische Phänotyp vorhanden ist bzw. wie viele Ketten betroffen sind.

## Epidemiologie
Das weltweite Vorkommen von vererbten alpha-Thalassämien entspricht den Gebieten des Vorkommens von Malaria, was auf eine schützende Rolle der alpha-Thalassämien gegen Malaria schließen lässt. Deshalb ist alpha-Thalassämie in Subsahara-Afrika, dem Mittelmeerraum, dem Nahen Osten, Südasien und Südostasien sehr verbreitet und verschiedene genetische Subtypen haben in jedem dieser Bereiche variable Frequenzen. Die Epidemiologie der alpha-Thalassämie in den USA spiegelt diese globale Verteilungsmuster. Die häufigste Form von alpha(+)-Thalassämie, die in den USA gesehen wurde, ist die alpha-(3,7)-Deletion, eine einzelne alpha-Globin-Gendeletion, welche etwa 30 % der Afroamerikaner aufweisen. Selbst im homozygoten Zustand zeigt sich diese Störung nur an einer milden mikrozytären Anämie. Obwohl heute in den USA wesentlich mehr schwere klinische Erkrankungen des HbH und der Hb Barts festgestellt werden, sind die Erkrankungen im Westen der USA häufiger und haben sich in Prävalenz in den letzten zwei Jahrzehnten aufgrund der erhöhten asiatischen Immigration erhöht.

## Ursachen
Alpha-Thalassämie liegt meistens einer Deletion zufolge. Die Deletion findet auf dem sechszehnten Chromosom an der Stelle 16p.13.3 statt. Deshalb unterläuft bei der Alpha-Globin-Synthese ein Fehler, dessen schwere nach der menge an Deletionen der vier Allele gemessen und in vier Typen eingeteilt, die in der unten stehenden Tabelle erläutert werden.
Es wurde festgestellt, dass die Auswirkungen nicht-deletionaler Mutationen stärker sind als solche welche deletionalen Ursprung haben.
Es kann auch unter seltenen Umständen erworben werden. Aufgrund des geringen Auftretens von alpha-Thalassämie kann die Krankheit mit Eisenmangelanämie verwechselt werden.

## Pathophysiologie
Bei α-Thalassämien, die aus einer verringerten alpha-Globinproduktion resultieren, werden daher weniger alpha-Globin-Ketten erzeugt, was zu einem Überschuss an β-Ketten bei Erwachsenen und überschüssigen γ-Ketten bei Neugeborenen führt. Die überschüssigen β-Ketten bilden instabile Tetramere (Hämoglobin H oder HbH aus 4 beta-Ketten), die ungewöhnliche Sauerstoffdissoziationskurven haben. Die überschüssigen γ-Ketten bilden Tetramere, welche schlechte O2-Träger sind, weil ihre Affinität zu  O2 so hoch ist, dass es in der Peripherie nicht dissoziiert ist. Homozygote α0-Thalassämien, bei denen es viele γ4-Globine, aber überhaupt kein α-Globin gibt (Hb Barts), führen oft zu Totgeburten.

## Typen
Es gibt zwei genetische Loci für α-Globin und deshalb vier Gene in diploiden Zellen. Zwei Gene sind mütterlichen und zwei Gene väterlichen Ursprungs. Die Schwere der α-Thalassämien hängt von der Anzahl der betroffenen α-Globin-Genen ab: je mehr, desto schwerwiegender sind die Symptome der Krankheit.
Der Genotyp a „-“ weist auf ein fehlen der Funktion hin; a „α“ steht hingegen für eine funktionale alpha-Kette.
| betroffene Allele | Beschreibung | Genotyp              |
| ----------------- | --- | -------------------- |
| Eins              | Es gibt nur minimale Auswirkungen. Drei α-Globin-Gene sind ausreichend, um eine normale Hämoglobin-Produktion zu ermöglichen, sodass es keine klinischen Symptome gibt. Sie werden als „stille Träger“ bezeichnet. Sie können das mittlere Erythrozyteneinzelvolumen sowie das mittlere Korpuskuläres Hämoglobin geringfügig reduzieren. | -/α α/α              |
| Zwei              | Der Zustand wird als „Alpha-Thalassämie Merkmal“ bezeichnet. Zwei α-Gene ermöglichen eine fast normale Erythropoese; dennoch gibt es eine leichte mikrozytäre hypochrome Anämie. Die Krankheit kann in dieser Form mit Eisenmangelanämie verwechselt werden und fälschlicherweise mit Eisen behandelt werden. Es gibt zwei Formen: - alpha-thal-1 (-/- α/α), in Verbindung mit Betroffenen asiatischer Herkunft, bedeutet eine cis-Deletion beider alpha-Gene auf demselben Chromosom; - alpha-thal-2 (-/α -/α), in Verbindung mit Betroffenen afrikanischer Herkunft, bedeutet eine trans-Deletion der alpha-Gene auf verschiedenen (homologen) Chromosomen. | -/- α/α oder -/α -/α |
| Drei              | Dieser Zustand wird als „Hämoglobin-H-Krankheit“ bezeichnet. Zwei instabile Hämoglobine sind im Blut: Hämoglobin Barts (tetramere γ-Ketten) und Hämoglobin-H (tetramere β-Ketten). Beide dieser instabilen Hämoglobine haben eine höhere Affinität zu Sauerstoff als normales Hämoglobin, was eine schlechte Sauerstoffversorgung Geweben zur Folge hat. Somit zeigt sich eine mikrozytäre hypochrome Anämie mit Target-Zellen und Heinz-Körpern im Blutausstrich und zudem eine Splenomegalie. Die Krankheit kann zunächst in der Kindheit oder im frühen Erwachsenenalter bemerkt werden, wenn eine Anämie und eine Splenomegalie auftritt.                 | -/- -/α              |
| Vier              | Der Fötus kann nicht außerhalb der Gebärmutter leben und überlebt auch die Schwangerschaft möglicherweise nicht: Die meisten der betroffenen Kinder sind Totgeburten mit Hydrops fetalis, und die, welche lebend geboren werden, sterben kurz nach der Geburt. Sie haben Ödeme und wenig zirkulierendes Hämoglobin. Dieses verbleibende Hämoglobin hat tetramere γ-Ketten (Hämoglobin Barts). | -/- -/-              |